# TipsArena Linz
TipsArena (bivša imena Linzer Sporthalle i Intersport Arena), sportska dvorana u Linzu u Austriji. Kapaciteta je 6.000 gledatelja za rukomet, nogomet i tenis, te 2.500 gledatelja za atletiku. 
U ovoj su se dvorani igrale utakmice Europskog prvenstva u rukometu 2010. (skupina B).

## Vanjske poveznice
- Službena stranica